# 萬泰製衣
萬泰集團，前稱萬泰製衣，是香港一間以製衣起家，現轉型發展地產的商業機構。

## 歷史
萬泰製衣由田元灝創立，其長子是前任自由黨主席、前立法會議員田北俊，1971年回香港協助父親打理萬泰製衣生意。同行友好有長江製衣創辦人陳瑞球。
田北俊具國際視野，專攻美國市場。當時同行的蘋果牌（Texwood）牛仔褲及長江製衣，還在做香港本銷。由於大勢所趨，從1960年代起，製衣廠開始主攻出口美國訂單，到1970年代全盛時期有1500名職工，在香港設有4間廠房。
田元灝還有第二個兒子、前九廣鐵路公司主席、立法會議員田北辰亦曾在萬泰工作，為G2000創辦人及現負責人。

## 近況
2006年4月，萬泰製衣以每平方呎2.25萬港元，購入山頂奇力山加列山道54號，Hilltop古董大屋，地盤面積25,025平方呎，計劃重建成3座獨立屋。
2006年11月14日，萬泰製衣以7.68多億港元勾地加列山道12號地王，最終由新鴻基地產出價18億元，險勝出價勇悍的南豐，以每方呎樓面地價42,196元的天價奪得，較底價高出1.34倍，大幅高於市場預期的15億元。該地王不單打破了香港開埠以來的每呎樓面地價紀錄，開售呎價更可望挑戰全球第一。
2007年5月28日，萬泰製衣以9億6千萬元投得深井青龍頭前政府宿舍地皮，較底價高出六成四，平均樓面呎價4600元，並將斥資25億興建獨立洋房。
2012年8月30日，永泰地產及萬泰製衣合組財團以30.38億元投得沙田九肚第56A區B3及4地皮，地皮面積約212,051方呎，地積比率1.5倍，可建樓面約318,076方呎，即每方呎樓面地價約9551元。
2013年1月9日，永泰地產及萬泰製衣合組財團以14.67元投得沙田九肚第56A區B1地皮，上述項目地皮面積約92,463方呎，可建樓面達142,386方呎，折合每方呎樓面地價10,302元。
2016年7月26日，萬泰製衣以11.82億元投得大埔公路大埔滘段的大埔市地段第230號的住宅地皮，以最高可建樓面約25.97萬方呎計，每呎樓面地價約4,551元
2017年9月12日，萬泰製衣以3.23億元投得大埔公路大埔滘段的大埔市地段第231號的住宅地皮，可建樓面5.9萬平方呎，每呎地價5,506元。
2018年11月27日永泰地產與萬泰製衣以50:50組成的合資公司，以4.6億英鎊（約合46億港幣）向三星生命保險購入倫敦金融城核心帶地標建築30 Gresham Street
2018年12月24日，據屋宇署10月份最新資料顯示大埔公路大埔滘段的大埔市地段第230號的住宅獲批建52座2至3層高洋房，另設3幢7層高分層住宅，總樓面約259,973方呎
2019年7月31日，萬泰製衣夥拍簡基富(Keith Kerr)旗下The Development Studio(tds)，以福凰有限公司名義共涉資約6.6億元購入中環荷里活道15至19號歐士大廈，地盤面積約2,419平方呎，若以最高15倍重建商廈發展，預計可建成樓面逾3.6萬平方呎小型商廈
2022年4月，萬泰製衣以1.91億英鎊向保利集團購入英國倫敦物業5 Fleet Place，為萬泰製衣首個以獨資形式購入的倫敦項目。

## 旗下投資物業（包括）
1. 淺水灣道63號，曼克頓大厦（Manhattan Tower）
2. 港島南區香島道42號
3. 大潭道33號，曼克頓花園（The Manhattan）
4. 葵涌萬泰中心
5. 玖瓏山20%
6. 白加道12號
7. 加列山道54號
8. 畢架山峰
9. 郝德傑山
10. 君頤峰
11. 帝庭軒
12. 九龍塘安域道1號新餘村
13. 九龍灣宏泰道23號 Manhattan Place（780,000平方呎）
14. 何文田亞皆老街102號The Argyle
15. 沙田九肚第56A區B3及4地皮澐灃65%
16. 沙田九肚第56A區B1地皮澐瀚65%
17. 屯門掃管笏THE DRAKE，項目位於青龍路1號，由兩座樓高11層住宅大廈及36幢洋房組成，提供75伙
18. 倫敦30 Gresham Street（403639平方呎）
19. 倫敦5 Fleet Place

## 外部連結
- 香港歷史：《「紡」港移民》之萬泰製衣，文件第11頁。 （页面存档备份，存于）
- 萬泰集團官方網址 （页面存档备份，存于）